# Bertil Warnolf
Bertil Warnolf född 28 februari 1950 i Malmö är en svensk målare, grafiker och skulptör.
Han bor och arbetar i Malmö. Warnolf utbildade sig vid Målarskolan Forum och Grafikskolan Forum i Malmö, 1966-1970. Hans måleri utförs ofta i trompe d'oeil-teknik. Han har utfört en serie skulpturer, huvuden utan konkret förebild men avsedda att återge olika karaktärstyper.

## Se mer
- "Mimans guide" - ett verk av Bertil Warnolf.
- Bertil Warnolf på Bukowskis Market
- Bertil Warnolf på Metropol Auktioner